# Joe Perry (Musiker)

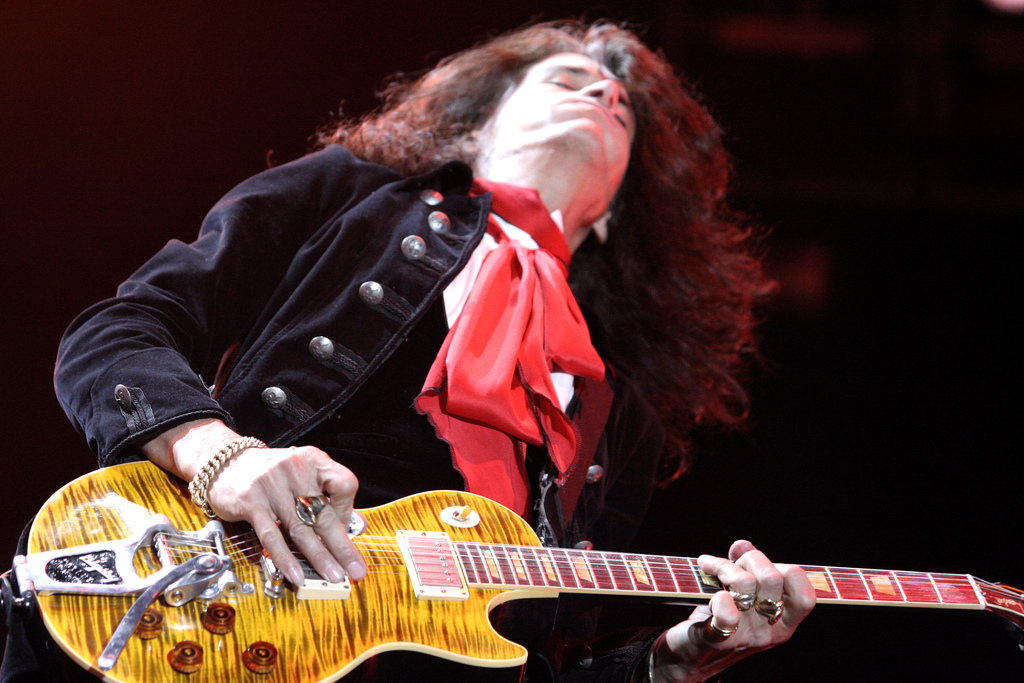
Joe Perry

Joe Perry, vollständiger Name Anthony Joseph Perry (* 10. September 1950 in Lawrence, Massachusetts), ist ein US-amerikanischer
Musiker. Er ist Leadgitarrist, zweiter Sänger und Songwriter der Rockband Aerosmith. Außerdem ist er Gründungsmitglied der Hollywood Vampires. In den frühen 1980ern hatte er bei seiner 5-jährigen Aerosmith-Pause eine eigene Band. Des Weiteren brachte er 2005 ein Soloalbum heraus. Er ist von portugiesischer und italienischer Abstammung, verheiratet und hat vier Kinder.

## Die Zeit vor Aerosmith
Erste Berührungen mit Rock ’n’ Roll hatte Perry im Kindesalter, als er bei Nachbarn frühe Rock-Perlen wie Rock Around the Clock oder Tutti Frutti hörte. Inspiriert von den Beatles und den Rolling Stones in den 60ern, entdeckte er als Teenager das Gitarrenspiel. Er jammte zu britischen Bluesrockern wie den Yardbirds oder John Mayall. Dies bildete die Basis seiner „Tough'n'Rough Blues Licks“, die später einen großen Anteil am Erfolg von Aerosmith haben sollten.
Er spielte in vielen Bands wie zum Beispiel Flash, Just Us und Plastic Glass. In The Jam Band spielte er bereits mit dem zukünftigen Aerosmith-Bassisten Tom Hamilton zusammen. 1969 schließlich kreuzten sich die Wege von Joe Perry und Steven Tyler in Sunapee, New Hampshire.

## Aerosmith, die Erste
1969 gründeten Joe Perry (Gitarre), Steven Tyler (Gesang, Schlagzeug, Mundharmonika) und Tom Hamilton (Bass) die Band Aerosmith. Wenig später wurde die Band mit Brad Whitford (Gitarre) und Joey Kramer (Schlagzeug, ersetzte damit Tylers Schlagzeug-Part) komplettiert.
Perry und Tyler verband eine enge Freundschaft und sie wurden sehr bald wegen ihres Drogenkonsums und exzessiven Lebensstils als „Toxic Twins“ (Giftige Zwillinge) bekannt.
Das erste Album Aerosmith erschien 1973. Anfänglich als Rolling-Stones-Abklatsch gesehen, zeigte
die Band ab Mitte der 1970er Jahre einen charakteristischen eigenen Stil. Aerosmith brachte in dieser Zeit eine Reihe erfolgreicher Alben und Hit-Singles heraus.
Der Erfolg machte Perry zu einer Ikone. Doch mit der Zeit geriet die Band in kreativer und personeller Hinsicht immer mehr in eine Krise.
Perry verließ Aerosmith 1979 nach einem Streit mit Tyler, gerade als das sechste Album Night in the Ruts aufgenommen wurde. Joe spielt daher nur bei sechs von neun Titeln.

## Joe Perry Project: Die eigene Band
Ende 1979 gründete Perry seine eigene Band „The Joe Perry Project“. Das Debüt-Album Let the Music Do the Talking schaffte es auf Platz 47 der Billboard-Album-Charts mit 250.000 verkauften Scheiben in den USA.
Waren Verkäufe und Kritiken dadurch schon recht beachtlich, so hatte die Band ihren Erfolg hauptsächlich als Live-Band. Das schafften sie sogar noch, nachdem das zweite Album I've Got the Rock'n'Rolls Again weitgehend floppte.
Das Projekt schaffte nie eine feste Besetzung. Alle drei Studio-Alben hatten verschiedene Leadsänger. Für den 1983 erschienenen dritten und auch letzten Longplayer Once a Rocker, Always a Rocker wurde erneut das gesamte Ensemble ausgewechselt.
Es stellte sich kein wahrer Erfolg mehr ein. Selbst ein kurzer Einstand des Ex- bzw. zukünftig wieder Aerosmith-Gitarristen Brad Whitford brachte der Band nichts mehr. The Joe Perry Project fand 1984 kaum noch die Unterstützung eines Plattenlabels.

## Aerosmith, die Zweite

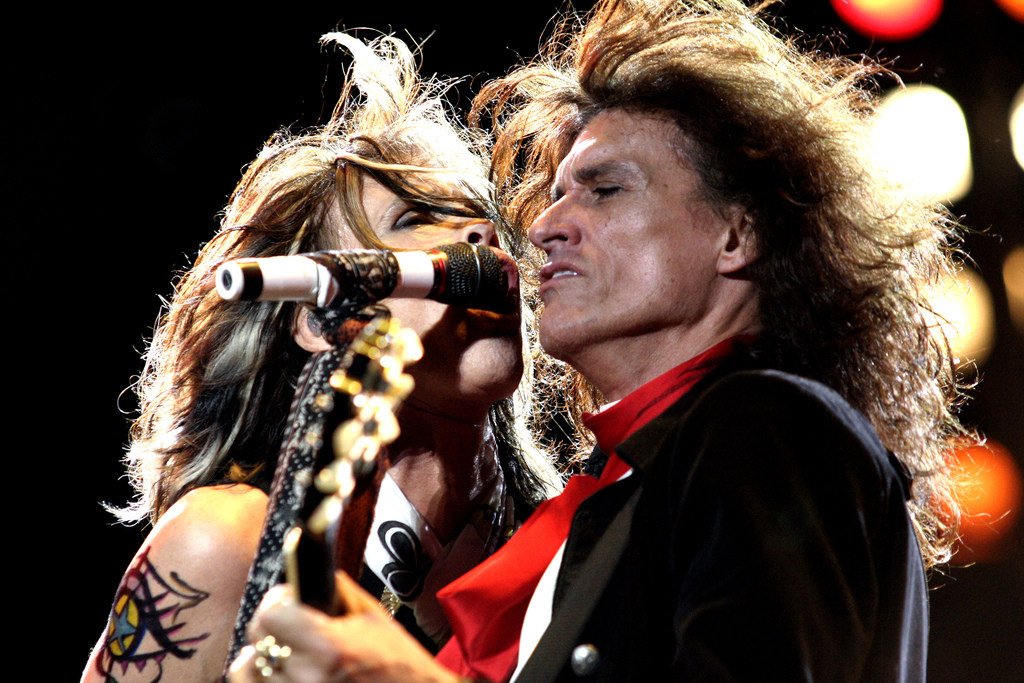
Steven Tyler und Joe Perry

Der Aerosmith-Manager Tim Collins arbeitete daran, dass Perry wieder in Kontakt mit seinen ehemaligen Bandkollegen kommt. Schließlich trat er 1984 wieder in die Band ein – ebenso wie der gleichfalls auf Solopfaden wandelnde Brad Whitford. Damit war die klassische Besetzung von Aerosmith wiederhergestellt, es folgte eine erfolgreiche Reunion-Tour.
Mit den Rappern Run DMC kreierten Perry und Tyler 1986 ein Remake des 1975er Aerosmith-Hits Walk This Way. Das brachte der Band erneut die Aufmerksamkeit des breiten Publikums.
Nach Entzugsmaßnahmen zur Überwindung der Drogenprobleme konnte Aerosmith am ultimativen Comeback arbeiten. Es wurde mit verschiedenen bekannten Songwritern und Produzenten zusammengearbeitet. Es folgte wieder eine Reihe erfolgreicher Alben und Hit-Singles (besonders bemerkenswert das 1989er-Album Pump mit Dreifach-Platin). Perry und Tyler wurden wieder enge Freunde, schrieben zusammen Songs und agierten brillant auf der Bühne.
Perry hat seinen kreativen Anteil an Aerosmiths erstem Nummer-eins-Hit I Don’t Want to Miss a Thing von der Songwriterin Diane Warren. Der Song erschien 1998 auf dem Soundtrack zum Film Armageddon.
2001 wurde Aerosmith in die Rock and Roll Hall of Fame aufgenommen.

## Das Soloalbum und Joe Perry Project Reunion
Im Mai 2005 veröffentlichte Joe sein erstes echtes Soloalbum Joe Perry. Aufgenommen wurde es in seinem Heimstudio The Boneyard. Perry spielte alle Instrumente selbst, außer Schlagzeug. Das Album wurde von den Fans sehnsüchtig erwartet, welche Perrys Classic-Rock-Ader bei den letzten Aerosmith-Songs vermissten. Die Musikkritik reagierte ebenfalls positiv: Das Rolling Stone Magazin bewertete mit 3,5 von 5 Sternen und der Feststellung „A Joe Perry solo joint? About time!“ (Ein Joe Perry Solo-Joint? Das wurde aber auch Zeit!). Ende 2009 ging er mit Have Guitar, Will Travel auf ausgedehnte Tournee durch Europa und die USA.
Der Rolling Stone listete Perry 2011 auf Rang 84 der 100 größten Gitarristen aller Zeiten. In einer Liste aus dem Jahr 2003 hatte er Rang 48 belegt.

## TAB
Ende 2007 gründete Perry mit seinen Söhnen die Band TAB und spielten eine Reihe von Gigs mit einigen neuen Songs, Aerosmith-Liedern und Stücken, die aus Joe Perrys Soloalbum stammen.